# アレクサンドル・カラム
アレクサンドル・カラム（Alexandre Calame、1810年5月28日 - 1864年3月19日）は、スイスの画家である。母国スイスの風景を描いた「ロマン主義」の画家の一人である。

## 略歴
スイス西部、ヴォー州のヴヴェイで、石彫職人の息子に生まれた。15歳で銀行に就職し、余暇にスイスの風景を描くようになり、1829年に銀行家の兄の支援で風景画家のフランソワ・ディデー（Francois Diday: 1802-1877）に学ぶことができるようになり、数か月後に画家になることに決めた。
アルプスの山地や森林を描いた作品を1835年からパリやベルリンの展覧会に出展を始め、特にドイツで人気がでた。1838年には、デュッセルドルフに滞在し、1842年にはパリにでてモンブラン、ユングフラウなど有名なスイスの山などを描いた作品を展示した。1843年にジュネーブの画家で音楽教師のジャン・バティスト・ミュンツベルガー(1794-1878)の娘、アメリと結婚した。
1844年にイタリアを旅し、ローマとナポリで数多くの絵画を描いた。ジュネーブで美術教師として働き、弟子にはAdolf Mosengel（1837 -1885)らがいる。
1847年にベルギーの王立科学・文学・美術アカデミー（Académie royale des Sciences, des Lettres et des Beaux-Arts de Belgique）の準会員に選ばれ、1850年から1851年まで、オランダ王立芸術科学アカデミーの会員であった。
1884年にフランス、プロヴァンス＝アルプ＝コート・ダジュール地域圏の景勝地のマントンで亡くなった。

## 作品

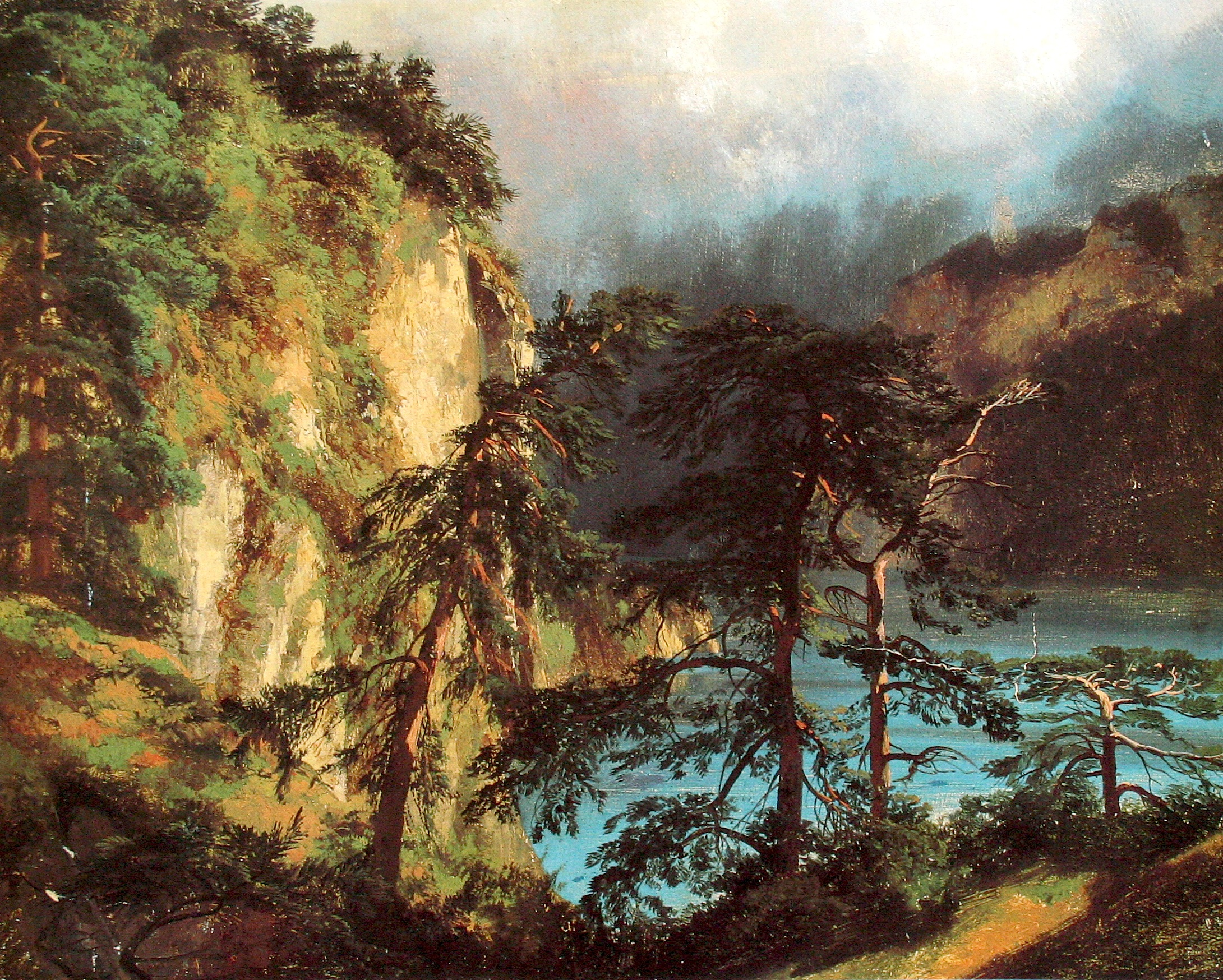
ウルナー湖(Urnersee)の眺め (1848)、個人蔵
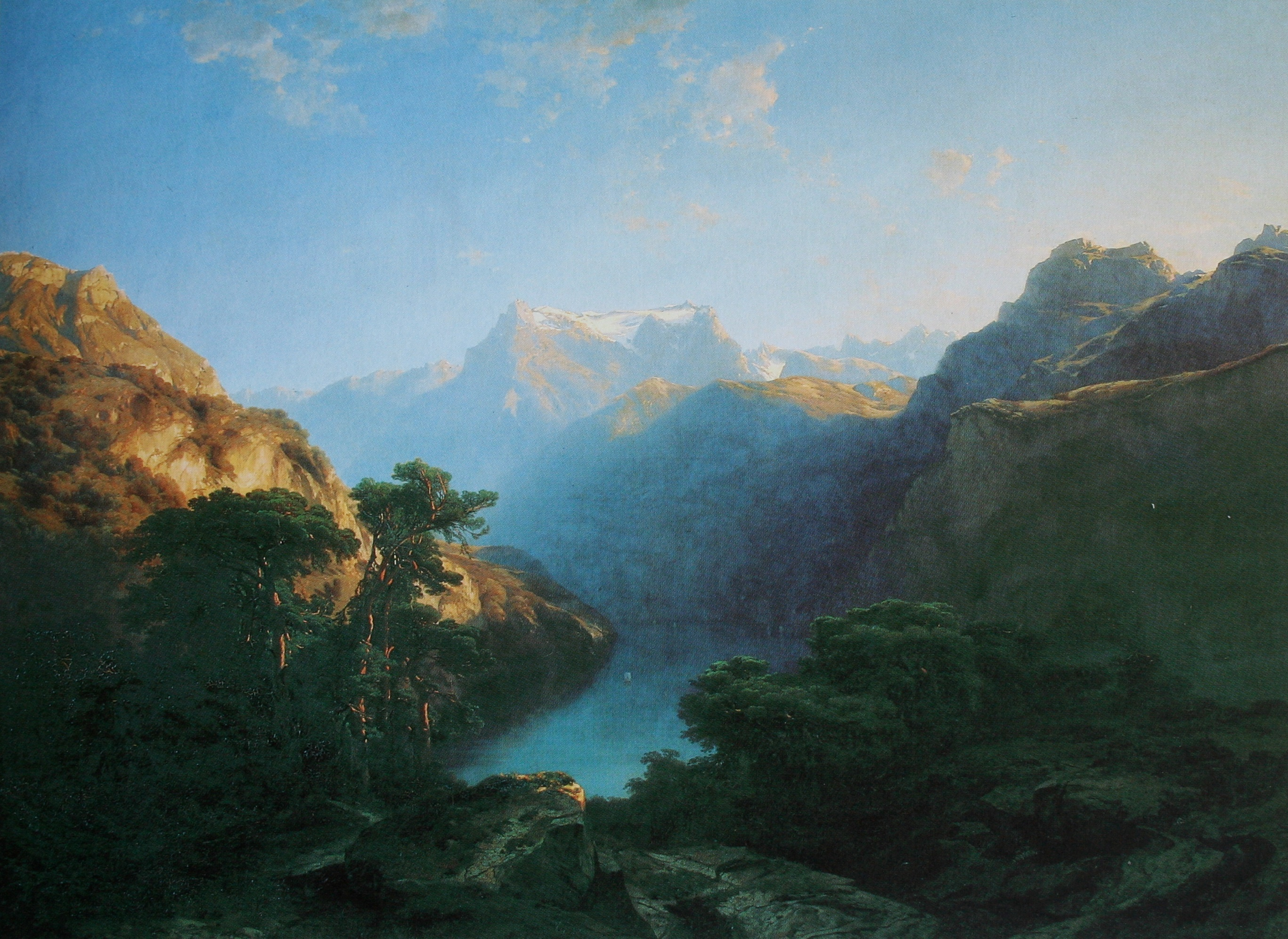
ウルナー湖の湖畔 (1849) バーゼル市立美術館
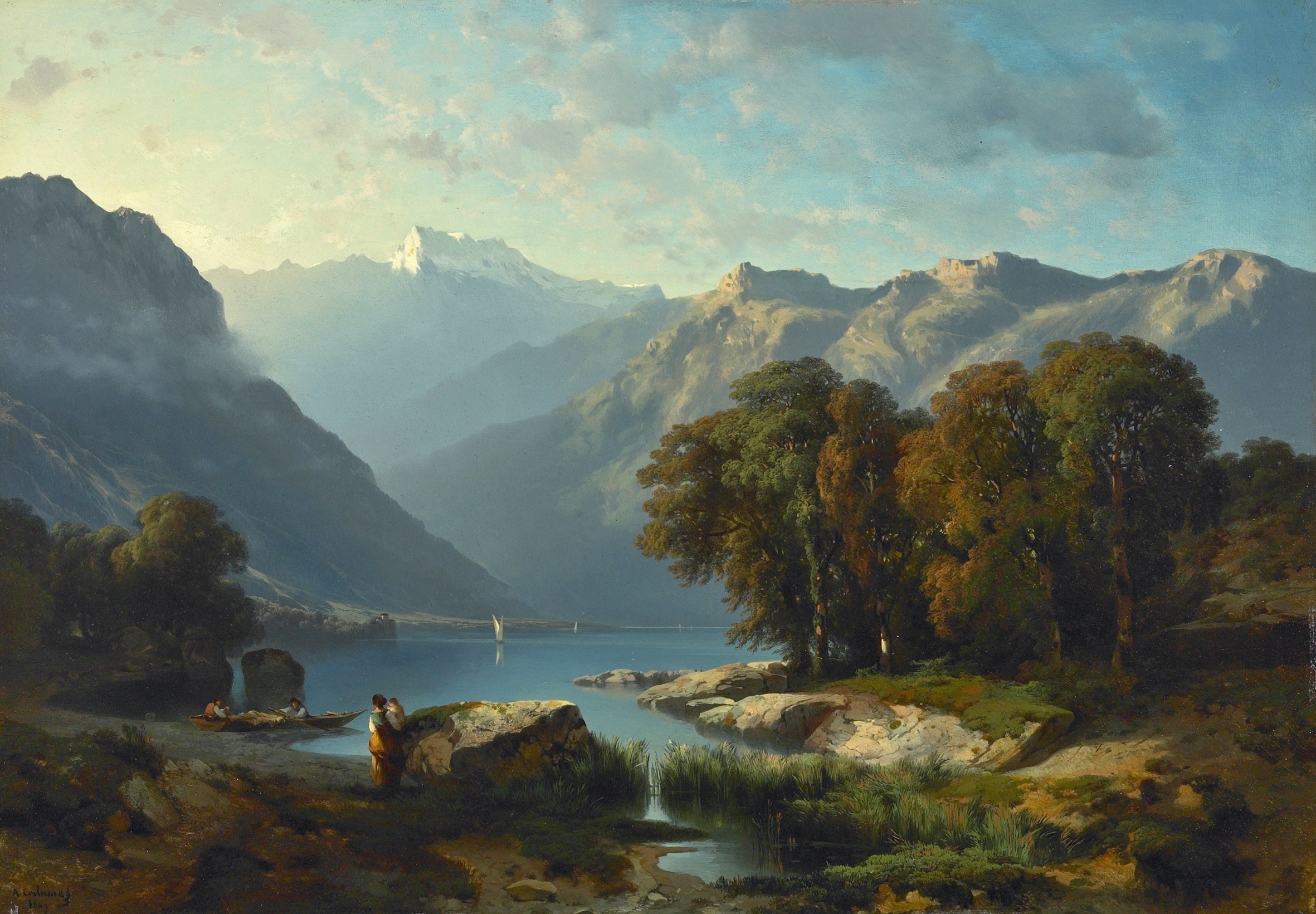
レマン湖 (1849) Villa Vauban
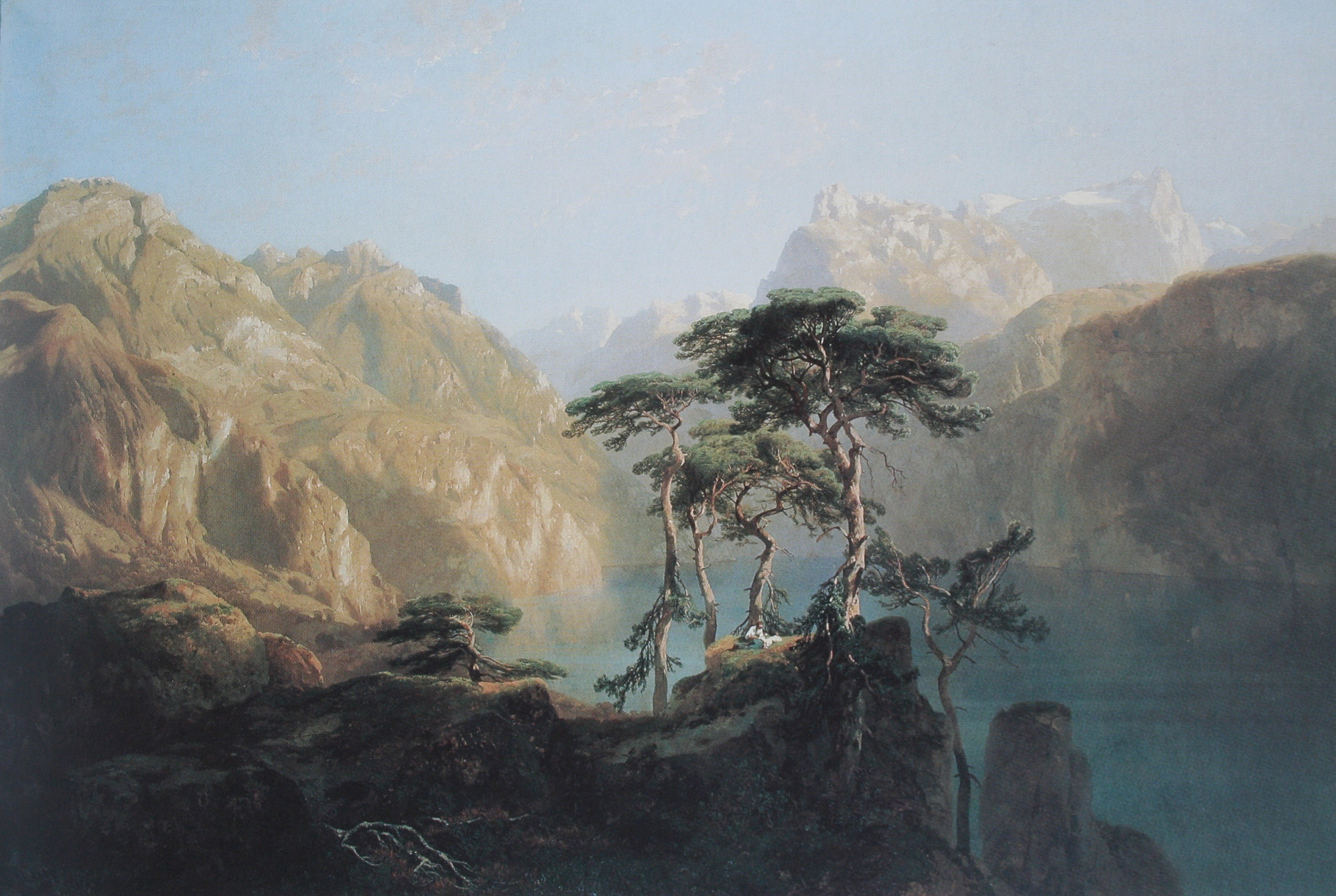
ウルナー湖の湖畔 (1851) ヌーシャテル美術歴史博物館
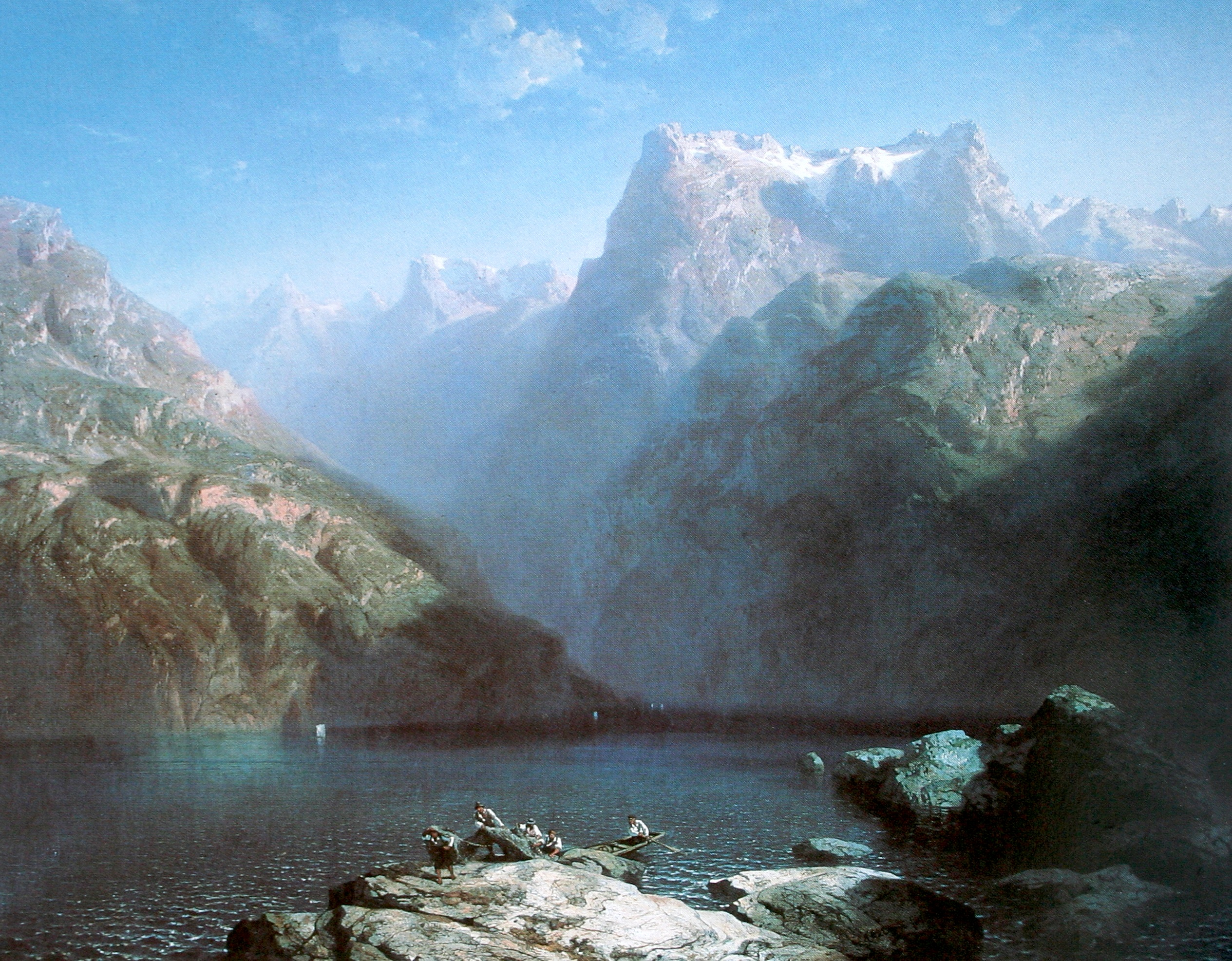
ルツェルン湖 (1855)、個人蔵
スイスの風景 (1830) ナショナル・ギャラリー (ワシントン)
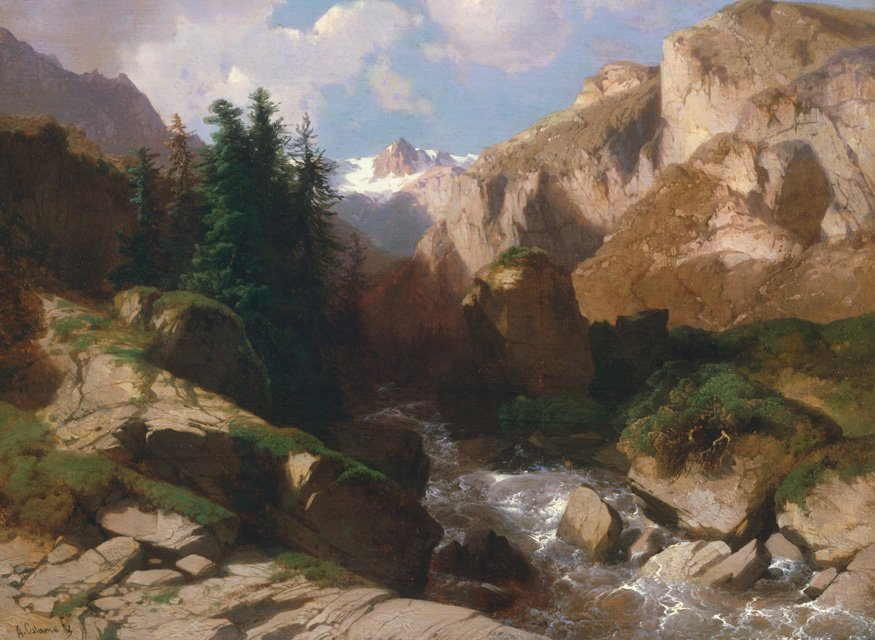
渓谷の川